# Rejon aczchoj-martanowski
Rejon aczchoj-martanowski (ros. Ачхо́й-Марта́новский райо́н, Aczchoj-Martanowskij rajon, czecz. ТІехьа-Мартанан район / Theẋa-Martanan̡ rayon) – jeden z 15 rejonów w Czeczenii, znajdujący się w zachodniej części kraju. W 2002 roku rejon zamieszkiwało 64 839 osób. Stolicą rejonu jest wieś Aczchoj-Martan.